# Lisa Montan
Lisa Charlotta Montan, född Holmkvist 1 februari 1977 i Katarina församling, Stockholm, är en svensk kompositör och kostymör.
År 2016 vann Montan en Guldbagge för musiken till dramafilmen Flocken i kategorin Bästa originalmusik. Hon blev även nominerad 2023 i samma kategori för musiken till Lasse-Majas detektivbyrå – Skorpionens gåta.
År 2025 vann hon ännu en gång en Guldbagge, denna gång för musiken till Lasse-Majas detektivbyrå – Maskoten som försvann.

## Filmmusik (i urval)
- 2006 – Godkänd
- 2014 – Vännerna
- 2015 – Flocken
- 2017 – Dröm vidare
- 2018 – Euphoria
- 2019 – Allt jag inte minns (TV-serie)
- 2020 – Lasse-Majas detektivbyrå – Tågrånarens hemlighet
- 2022 – Lasse-Majas detektivbyrå – Skorpionens gåta
- 2023 – Exodus
- 2023 – Älskade Samir (TV-serie)
- 2024 – Bye Bye Boredom
- 2024 – Lasse-Majas detektivbyrå – Maskoten som försvann